# Вест-фьорд

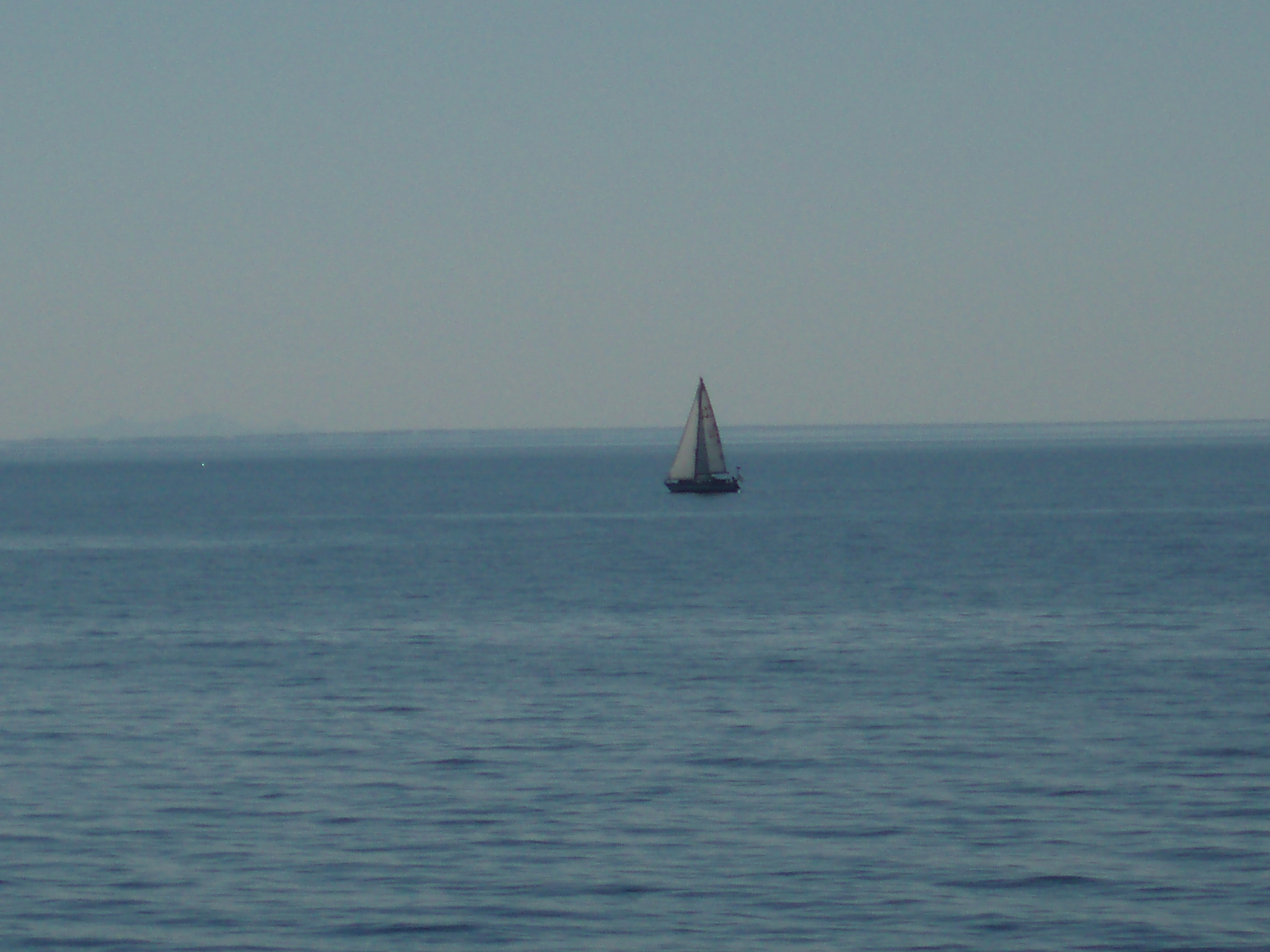
Тихий летний день в Вест-фьорде

Вест-фьорд, на западе находится Лофотен, на востоке — материк

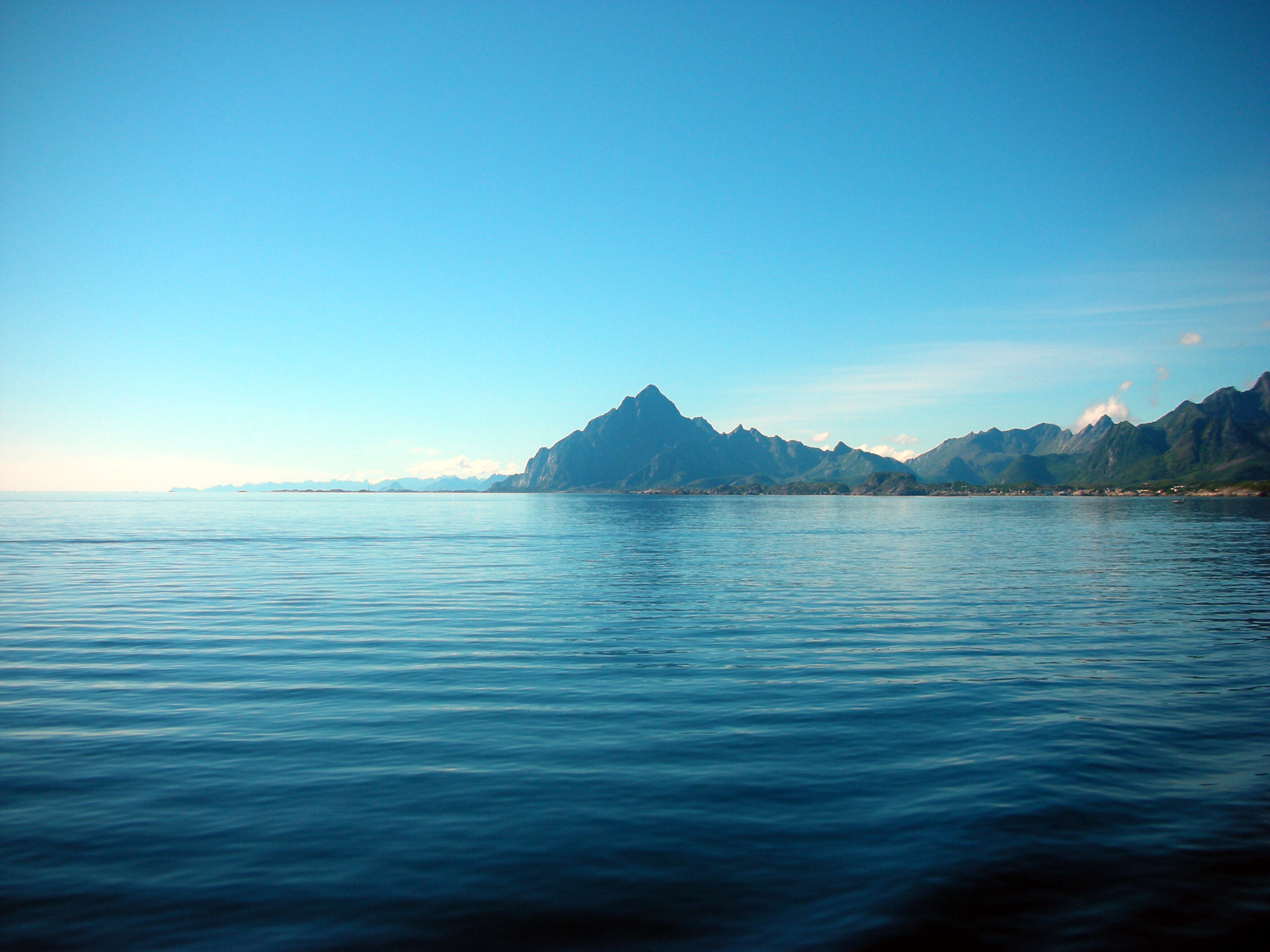
Гора Вогакаллен и стена Лофотена, вид на запад

Вест-фьорд (норв. Vestfjord) — норвежский фьорд, который может быть описан как лиман или открытая бухта в море между Лофотенским архипелагом и материковой Норвегией на северо-западе от Будё. Термин фьорд (др.-сканд. fjördr — лиман или узкий морской залив) обычно используется для описания водной поверхности в западных скандинавских языках.
Вест-фьорд знаменит выловом трески, который ведётся здесь с раннего Средневековья. Косатки, обитающие зимой во внутренней части фьорда, являются туристической достопримечательностью. В зимний период нередко дуют сильные ветры.